# Withius ceylanicus
Espèce
Synonymes
- Chelifer ceylanicus Ellingsen, 1914

Withius ceylanicus est une espèce de pseudoscorpions de la famille des Withiidae.

## Distribution
Cette espèce est endémique du Sri Lanka.

## Étymologie
Son nom d'espèce lui a été donné en référence au lieu de sa découverte, Ceylan.

## Publication originale
- Ellingsen, 1914 : On the pseudoscorpions of the Indian Museum, Calcutta. Records of the Indian Museum, vol. 10, p. 1-14.